# Валдир Перес
Валди́р Пе́рес де Ару́да (на бретонски: Waldir (Valdir) Peres de Arruda; 2 януари 1951, Гарса, Бразилия — 23 юли 2017, Можи дас Крузис) е бразилски футболист, вратар и футболен треньор.
Легендата на „Сао Паоло“ участва на три световни първенства през 1974, 1978 и 1982 години, един от най-добрите вратари в историята на бразилския футбол. Единственият играч на Бразилия, получил жълт картон на Мондиал 78. Той ще бъде запомнен и с грешката, която допуска срещу СССР (1982). При удар от 30 метра на Сергей Балтача стражът прави неуспешен опит да улови топката, тя се отбива в ръцете му и влиза в мрежата.
Бил е женен с три деца. Дъщеря – актриса в Ню Йорк, син Диого – футболист.
Умира от сърдечен удар по време на семеен обяд на 66 годишна възраст. Бивишят вратар е вторият починал член на бразилския тим от Мондиал 82. Първият бе Сократес, който си отиде от този свят през 2011 година.

## Успехи

### Отборни
Бразилия
Копа Америка:
- Бронзов медал (1): 1975

Световно първенство по футбол:
- Бронзов медал (1): 1978

Купа Рока:
- Носител (1): 1976

Купа Освалдо Круз:
- Носител (1): 1976

Атлантическата купа:
- Носител (1): 1976

Купа Рио Бранко:
- Носител (1): 1976

 „Сао Пауло“
Шампионат на Бразилия:
- Шампион (1): 1977
  -  Сребърен медал (2): 1973, 1981

Шампионат на щата Сао Пауло:
- -  Шампион (4): 1975, 1978, 1980, 1981
- Сребърен медал (3): 1978, 1982, 1983

Купа на Бразилия:
- Носител (1): 1976

 „Коринтианс (Сао Пауло)“
Шампионат на щата Сао Пауло:
- Сребърен медал (1): 1987

 „Санта Крус (Ресифе)“
Шампионат на щата Пернамбуку:
- Шампион (1): 1990

### Лични
- Носител на „Златната топка“ на Бразилия: 1975
- Носител на „Сребърната топка“ на Бразилия: 1975